# MS Selandia
Le MS Selandia est un navire océanique mixte lancé en 1911 et qui est le premier bateau de ce type à être équipé de moteurs Diesel.

## Historique
« Selandia » est la latinisation du nom danois (Sjælland) de l’île de Seeland. Le Selandia a été construit pour le compte de la compagnie East Asiatic Company (en) pour être mis en service sur la ligne entre la Scandinavie et Bangkok, en Thaïlande. Le bâtiment a été construit aux chantiers navals de Burmeister & Wain à Copenhague, au Danemark, a été mis à l'eau le 4 novembre 1911. Son voyage inaugural entre Copenhague à Bangkok, via Londres et Anvers, eut lieu le 22 février 1912. Il est considéré comme étant le premier navire océanique à moteurs Diesel au monde, les navires de la génération précédente étant à vapeur et employaient le charbon comme combustible. Le MSLe Selandia n'avait pas de cheminée, la fumée des moteurs s'échappait par le mât arrière.

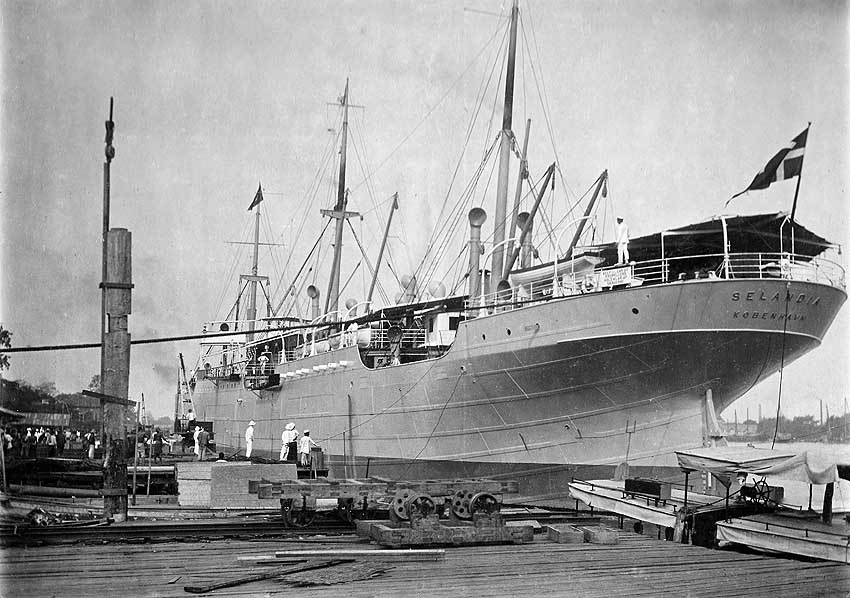
MS Selandia à Bangkok

Il fut prouvé, en 1996, que le premier navire océanique à moteur Diesel au monde était en réalité le navire hollandais Vulcanus, lancé deux ans avant le Selandia. Mais le navire danois était certainement le navire à moteur Diesel le plus grand et le plus avancé au moment de son voyage inaugural en 1912.
Construit pour le fret et le transport de passagers, le Selandia avait des cabines très spacieuses et luxueuses pour vingt passagers de première classe, de cabines simple couchette de « taille exceptionnelle », avec toilettes et salle de bain pour deux cabines.
Le Selandia est vendu au Panama en 1936 et rebaptisé Norseman, puis Tornator en 1940.
Il est naufragé à la suite d'une erreur de manœuvrage sans faire de victimes à Omaezaki, au Japon le 26 janvier 1942.

### Documentaire
- Michael Schmidt-Olsen, «Selandia», le navire qui a changé le monde, Danemark, 2012, documentaire historique, 57 min, diffusion : Arte, 26 octobre 2013